# جون الكسندر موريسون
جون الكسندر موريسون (بالإنجليزية: John Alexander Morrison)‏ هو سياسي أمريكي، ولد في 31 يناير 1814، وتوفي في 25 يوليو 1904. حزبياً، نشط في الحزب الديمقراطي. وقد انتخب عضو مجلس النواب الأمريكي.